# Bruce Norris
Bruce Norris (19 de febrero de 1924 - 1 de enero de 1986) fue propietario de los Detroit Red Wings desde el año 1955 hasta 1982. También fue ejecutivo de la junta directiva de la National Hockey League. Era hijo de James Norris Sr., y junto a su padre, hizo que el nombre de su familia estuviera vinculado a los Red Wings durante casi medio siglo, antes de vender la franquicia a Mike Ilitch.
Bruce Norris fue investido como miembro del Salón de la Fama del Hockey en 1969.
Norris muere a la edad de 61 años el Día de Año Nuevo, el 1 de enero de 1986 en el Stony Brook University Hospital de Stony Brook, de Long Island, en la ciudad de Nueva York.